# سیارک ۲۶۵۲
سیارک ۲۶۵۲ (به انگلیسی: 2652 Yabuuti، نامگذاری:1953GM) دو هزار و ششصد و پنجاه و دومین سیارک کشف شده‌است که در ۷ آوریل ۱۹۵۳ و در هایدلبرگ کشف شد.
قدر مطلق سیارک برابر ۱۳٫۶۰ است.